# Залісецький заказник
Залісе́цький зака́зник — ботанічний заказник місцевого значення в Україні. Об'єкт природно-заповідного фонду Хмельницької області. 
Розташований у межах Дунаєвецького району Хмельницької області, при західній околиці села Залісці. 
Площа 70 га. Статус присвоєно згідно з рішенням сесії обласної ради народних депутатів від 17.12.1993 року № 3. Перебуває у віданні ДП «Кам'янець-Подільський лісгосп» (Маківське л-во, кв. 80). 
Статус присвоєно для збереження частини лісового масиву з високопродуктивними насадженнями дуба. 